# Amphibische Operation bei Liinahamari

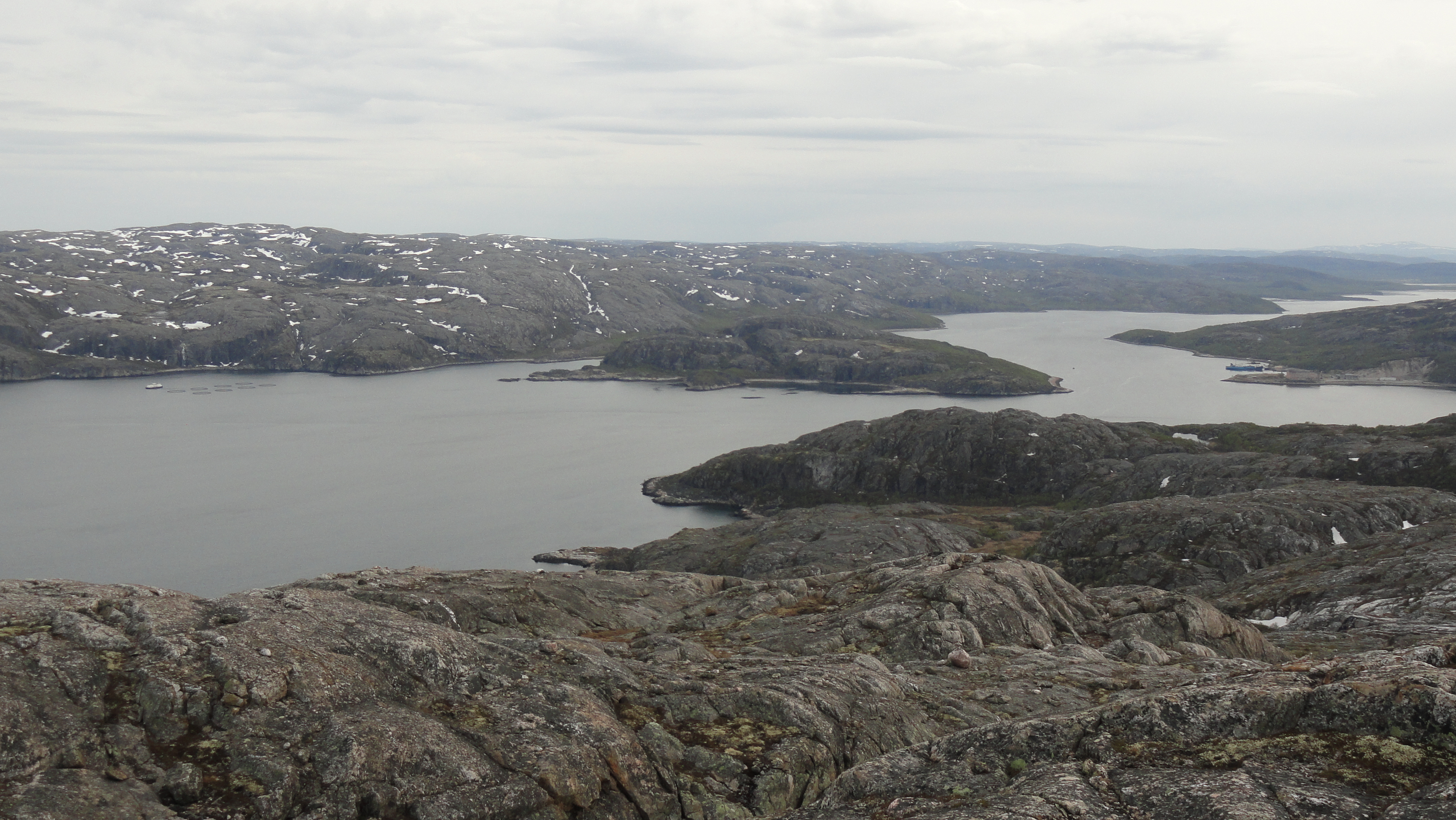
Kreuzkap (im Zentrum), Blick von Liinahamari

Die amphibische Operation bei Liinahamari (russisch: Liinakhamari, schwedisch: Linhammar, finnisch: Liinahamari) vom 12. bis zum 14. Oktober 1944 war eine sowjetische taktische Marine-Landung während des Deutsch-Sowjetischen Krieges, die von der Nordflotte während der Petsamo-Kirkenes-Operation im Rücken der deutschen Stellungen durchgeführt wurde.

## Planung und Vorbereitung

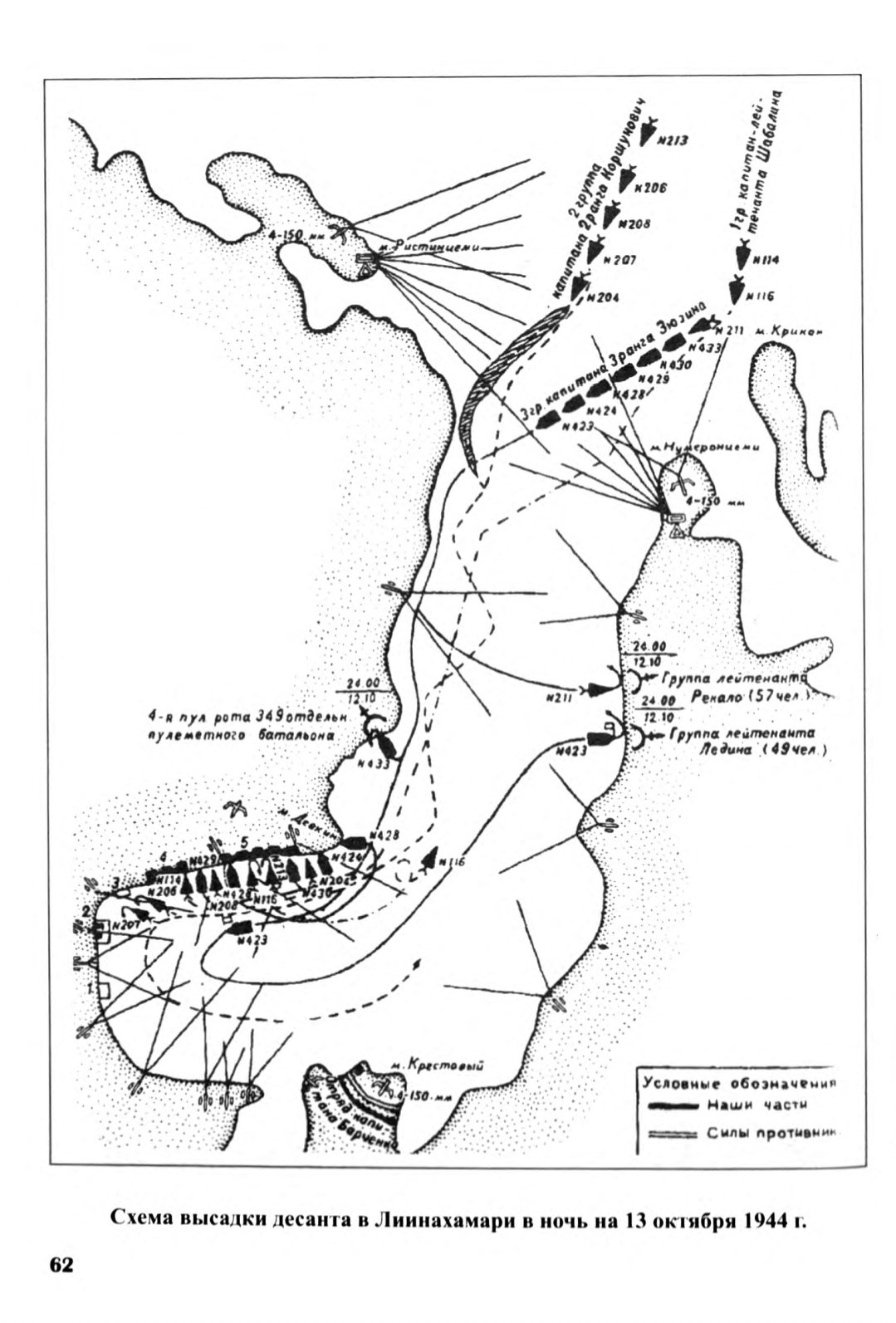
Plan der Operation

Der Hafen von Liinahamari, nahe der Stadt Petsamo, war die Hauptbasis für den Export von Nickel aus den dortigen Fundstätten nach Deutschland sowie einer der wichtigsten Marinestützpunkte an der Barentssee. Dieser Stützpunkt spielte eine große Rolle im Kampf gegen die sowjetische Nordflotte und die arktischen Konvois der Alliierten. Daher wurde der Hafen von Liinahamari im Petschengafjord (Petsamovuono) durch die deutsche Wehrmacht in ein mächtiges Verteidigungsfeld verwandelt. Der schmale und tiefe Wasserzugang zum Fjord war von hohen Felsküsten umgeben, an deren Eingang die Deutschen eine dreischichtige und in der Tiefe der Bucht eine fünfschichtige Verteidigungslinie für Artillerie- und MG-Einsätze errichteten. Vom Eingang des Fjords bis zum Hafen betrug die Distanz etwa 18 Meilen (33 Kilometer). Im Allgemeinen bestand das Verteidigungssystem des Golfes von Liinahamari aus 4 Küstenbatterien von 150- und 210-mm-Kanonen und 20 Batterien von 88-mm-Luftabwehrkanonen, die für den Beschuss auf Boden- und Seeziele ausgerichtet waren. Die kampfkräftigste Position war eine Batterie mit vier 150-Millimeter-Kanonen am Kreuzkap (Ristiniemi), die den ganzen Golf zwischen Petsamovuono und den Hafen von Liinahamari unter Kontrolle hielt. In der Nähe war eine weitere 88-mm-Kanonenbatterie aufgestellt, im Hafen und an den Kais gab es zusätzliche Stahlbetonbunker.
Das Ziel der Operation bestand in der Einnahme der deutschen Batterien am Kreuzkap, hierfür wurde eine nächtliche Landung bei Liinahamari durchgeführt werden musste. Die amphibische Landung wurde akribisch vorbereitet. Besonderes Augenmerk wurde auf die Ausbildung der Kommandanten der Schnellboote gelegt. Admiral Arseni Grigorjewitsch Golowko, der Kommandeur der Nordflotte, übernahm die allgemeine Leitung der Operation persönlich und hielt spezielle Sondersitzungen mit den Führern der Schnellboote ab.

## Die Operation

### Erstürmung der Batterien auf dem Kreuzkap
Das Unternehmen zur Einnahme der Batterien am Kreuzkap führte eine Aufklärungsgruppe des Nordverteidigungsbezirks (Kommandant: Major I. P. Bartschenko-Emeljanow) und die 181. Sonderabteilung der Nordflotte (Kommandant: Leutnant W. N. Leonow) – insgesamt 195 Mann. Aufgrund des kontinuierlichen Küstenschutzes durch die Deutschen wurden bereits in der Nacht des 10. Oktober drei sowjetische Torpedoboote im Golf von Punajnen-Lacht eingesetzt, zwei Dutzend Kilometer vom Ziel entfernt ein Kommando gelandet und unter gründlicher Tarnung den der Marsch zum Ziel angetreten.
Nach einem kurzen Kampf wurde am 12. Oktober die 88-mm-Batterie durch die 181. Sonderabteilung überrumpelt und annähernd 20 Soldaten wurden gefangen genommen. Die Aufklärungsabteilung der Nordflotte hielt derweil die gegnerische 150-mm-Batterie im Artillerieduell nieder. Bei diesem Feuerkampf landeten während einer Feuerpause sowjetische Boote und konnten die deutsche Batterie bis 13. Oktober niederkämpfen; die überlebende Besatzung der Batterie (rund 90 Mann) kapitulierte. Der Gesamtverlust der sowjetischen Landungsgruppe betrug 53 Tote und Verletzte.

### Durchbruch der Schnellboote in den Hafen

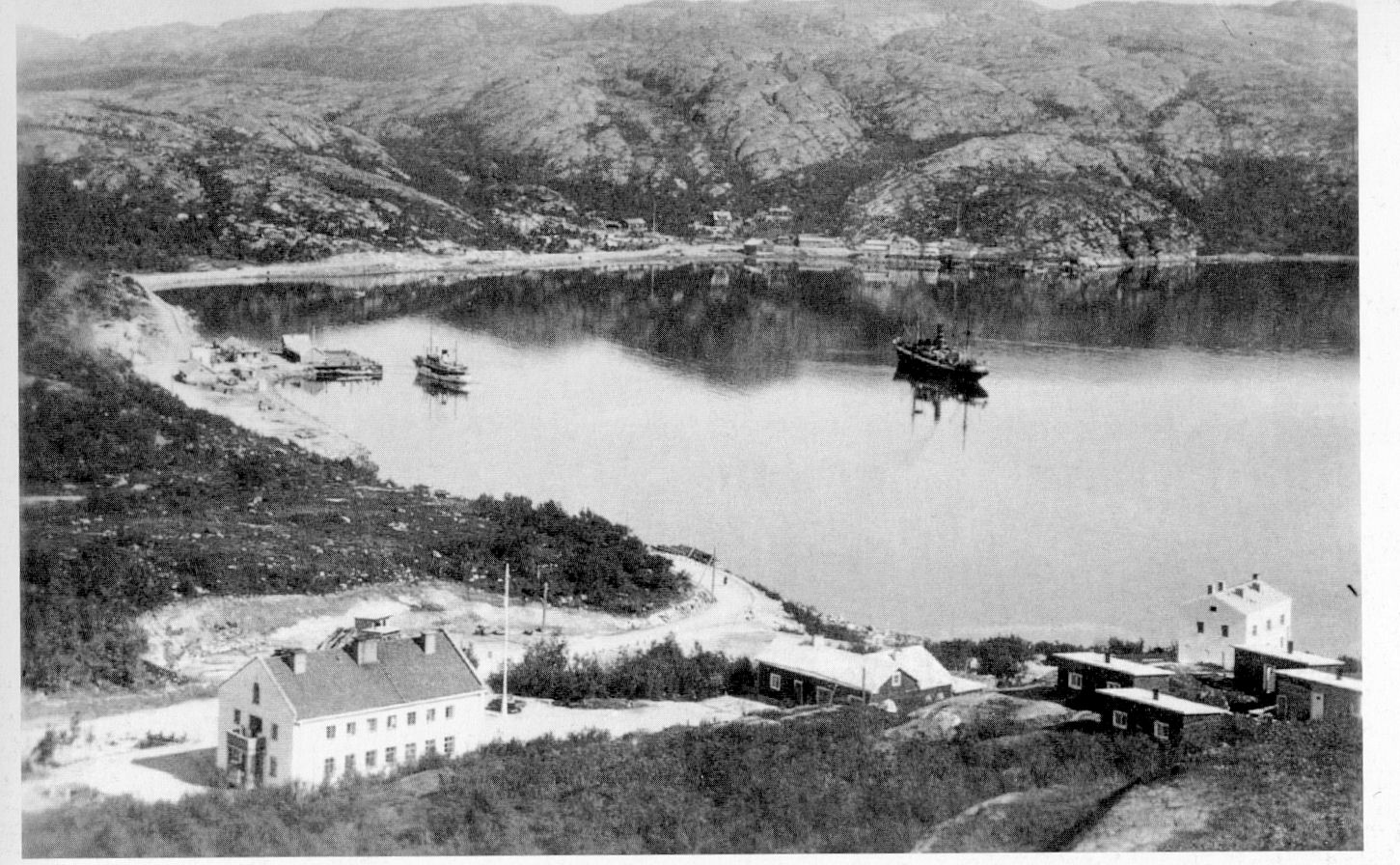
Hafen von Liinahamari

Der Durchbruch der gelandeten Truppen zum Hafen begann am späten Abend des 12. Oktober. Ausgangspunkt der Abteilung war die Fischerhalbinsel (russisch: Poluostrow Rybatschi, finnisch: Kalastajansaarento). Die Landungstruppe bestand aus dem 349. separaten Maschinengewehr-Bataillon unter Major I. A. Timofeew, dem 125. Marineinfanterie-Regiment und weiteren Freiwilligen der Marineschiffe mit zusammen etwa 660 Mann. Am Angriff nahmen insgesamt 14 Schnellboote teil: Die Erste Abteilung mit 2 Torpedobooten unter Kapitänleutnant A. O. Schabalin bildete voraus einen durch eine Rauchwand geschützten Korridor, innerhalb dessen die zweite Abteilung mit 5 Torpedobooten unter Kapitän 2. Ranges S. G. Korschunowitsch und die dritte Abteilung mit 1 Torpedoboot und 6 Patrouillenbooten unter Kapitän 3. Ranges S. D. Sjusin nachfolgten.
Die Deutschen erkannten den Ansatz der feindlichen Boote auf 4 bis 5 Kilometer-Distanz und drehten ihre Scheinwerfer sofort auf die Gefahr und eröffneten das Feuer. Die sowjetischen Boote versuchten, in „vollen Zügen“ in den Fjord einzudringen und unter Schutz einer weiteren Nebelwand den feindlichen Feuerbereich zu unterlaufen. Ohne ihre Geschwindigkeit zu reduzieren, überquerten die Boote den Fjord (später als sogenannter „Todeskorridor“ betitelt) und stürmten in den Hafen. Mit schwerem Maschinengewehr- und Mörserfeuer deckten die Boote die Landung der Marinetruppen zu ihren Zielgebieten. Zwei Boote hatten während dieser Aktion die Orientierung verloren und vollzogen ihre Landung auf der Seite der Planposten, weshalb diese Gruppen nicht in der Lage waren, an den folgenden Kämpfen teilzunehmen. Zwischen 23:00 und 24:00 Uhr wurden am 12. Oktober 552 Mann angelandet. Die Masse der Truppen landeten auf den Kais, einige am Ufer des Fjords, um die dortigen Küstenbatterien anzugreifen.

### Säuberung der Ufer, Einnahme von Petsamo
Nach einem zähen nächtlichen Nahkampf wurde am Morgen des 13. Oktober der Hafen von Liinahamari von den Sowjets erobert. Einige der wichtigsten deutschen Verteidigungspunkte leisteten noch den ganzen 13. Oktober hartnäckigen Widerstand und versuchten wiederholt Gegenattacken. Zur Unterstützung der Landungstruppe griff weitreichende Artillerie der sowjetischen Flotte von der Mittleren Halbinsel ein, auch die Luftstreitkräfte beteiligten sich am Kampf. Bis zum Abend konnte der letzte deutsche Widerstand gebrochen werden. In der Nacht zum 14. Oktober und am Morgen des folgenden Tages wurde die Nordflotte und deren Bodentruppen bei Liinahamari konzentriert. Während dieses Tages wurden in der Nähe des Hafens die wichtigsten Straßen entlang der Küste vom Feind gesäubert. Am 15. Oktober wurde die Stadt Petsamo (Petschenga) gestürmt.

## Folgen
Die Eroberung des Hafens Liinahamari beraubte das deutsche XIX. Gebirgskorps der Möglichkeit der Evakuierung auf dem Seeweg und war für die Sowjets von großer Bedeutung für das weitere Vordringen der Truppen und Marineoperationen. Der Hafen wurde zum Hauptversorgungspunkt der Armee, die Flotte erhielt eine wichtige Basis im Varangerfjord.
Die sowjetische Landung wurde auf hohem Niveau durchgeführt und war mit vollem Erfolg gekrönt. Die Überraschung des Angriffs war so groß, dass der deutsche Hafenkommandeur nur noch eine Meldung nach Kirkenes senden konnte: „Bolschewistische Boote brechen in den Hafen ein, ich werde schnell evakuieren!“ Die sowjetischen Verluste betrugen 1 Torpedoboot und 1 Patrouillenboot, die durch Artillerie beschädigt wurden, aber noch in der Lage waren, die Landung mitzumachen und den Hafen sicher zu verlassen. Das Kanonenboot SKA-428 lief unter dem feindlichen Feuer im Hafen auf Grund, auf Befehl des Kommandanten wurde das Boot verlassen und die Besatzung nahm an der Landung teil.

## Auszeichnungen
Eine große Anzahl der Teilnehmer an der Landung erhielten Auszeichnungen und Medaillen. Alexander Schabalin wurde zum zweiten Mal der Titel Held der Sowjetunion verliehen, ebenso erhielten die Bootskommandanten S. G. Korschunowitsch und S. D. Sjusin den Titel eines Helden der Sowjetunion. Unter den Teilnehmern an der Erstürmung vom Kreuzkap wurde den Kommandeuren Major Bartschenko-Emeljanow, Leutnant W. N. Leonow, S. M. Agafonow und A. P. Pshenitschny und Oberstleutnant I. P. Katorschni der Titel des Helden der Sowjetunion verliehen.

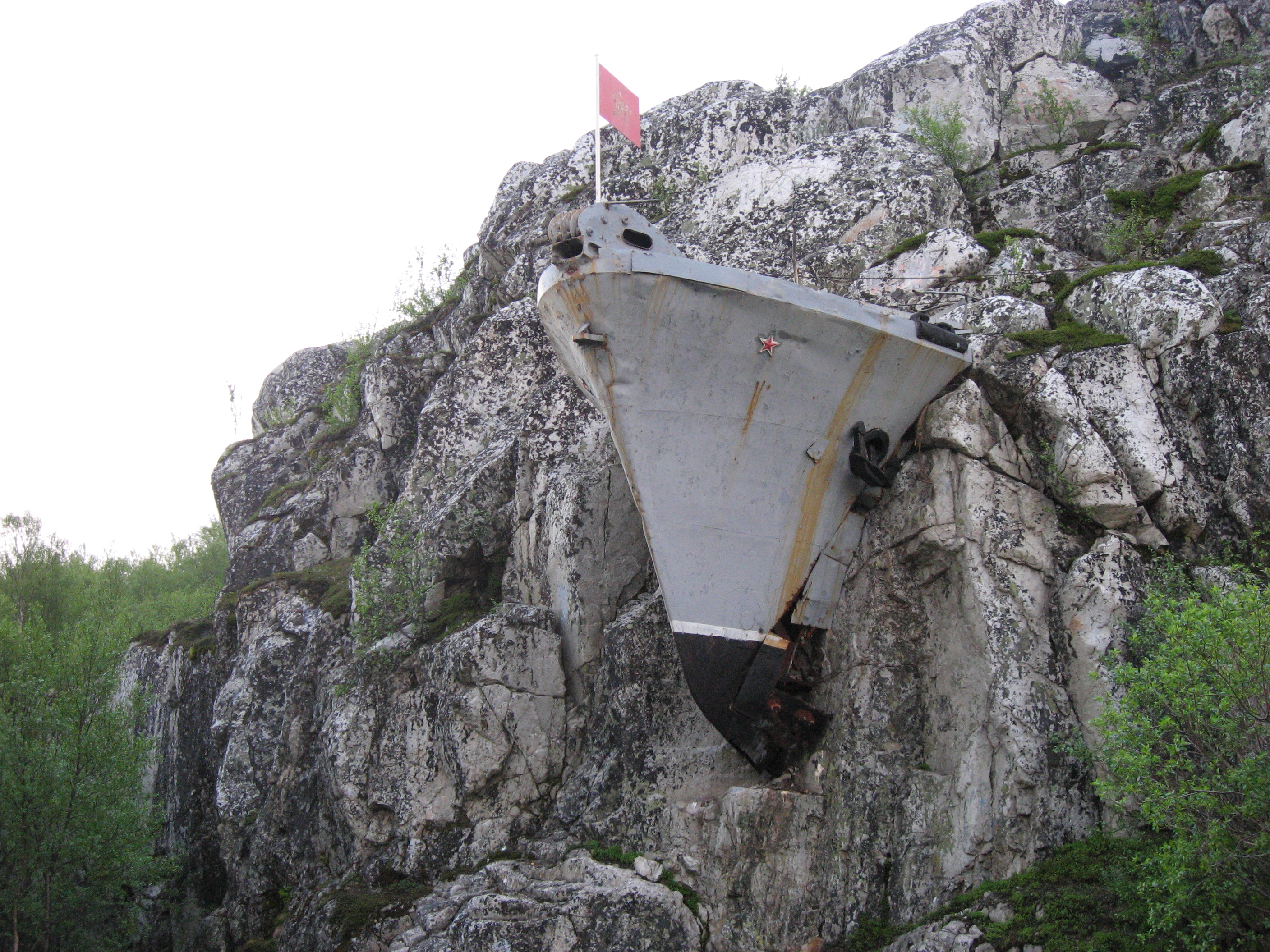
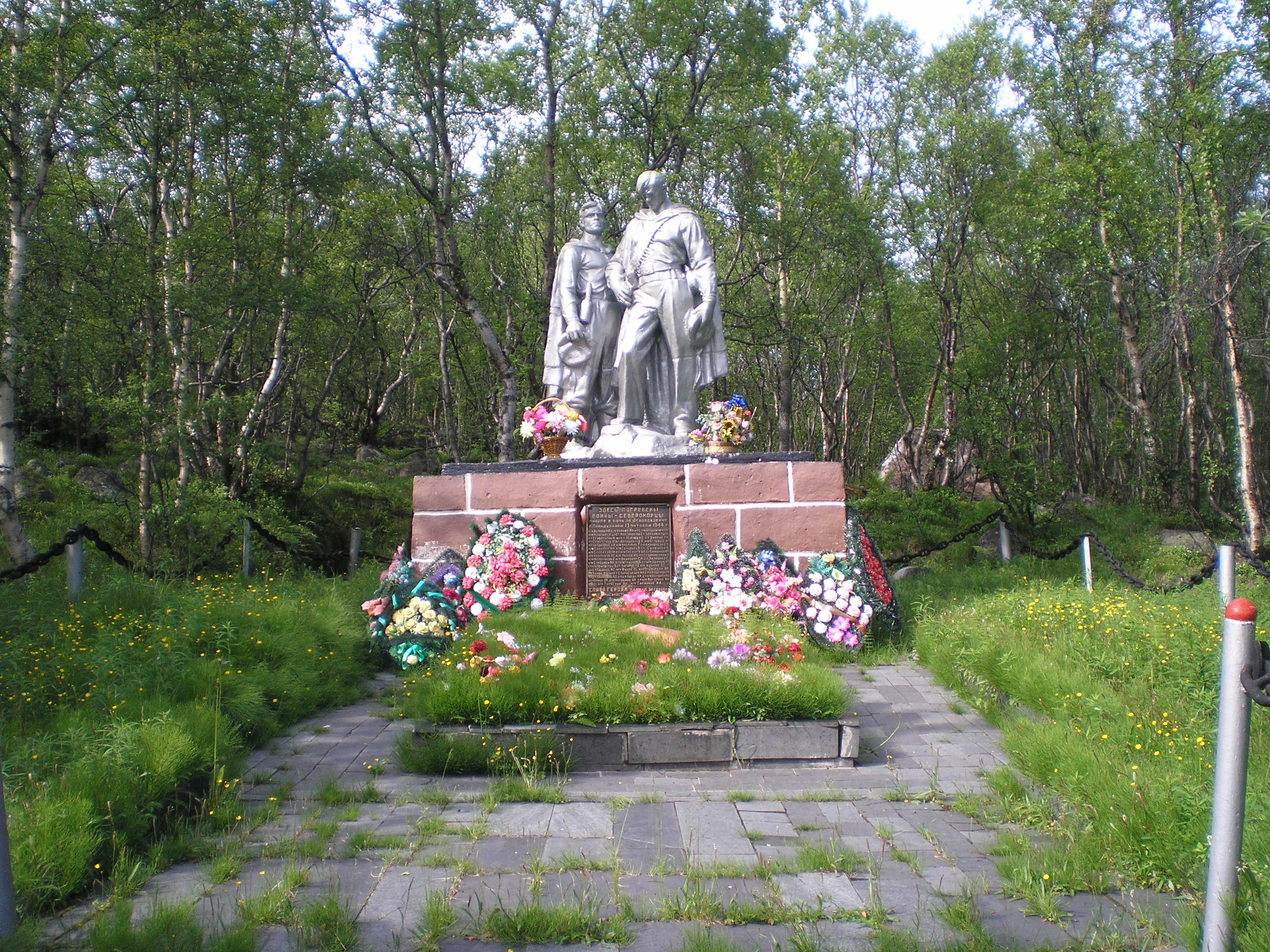
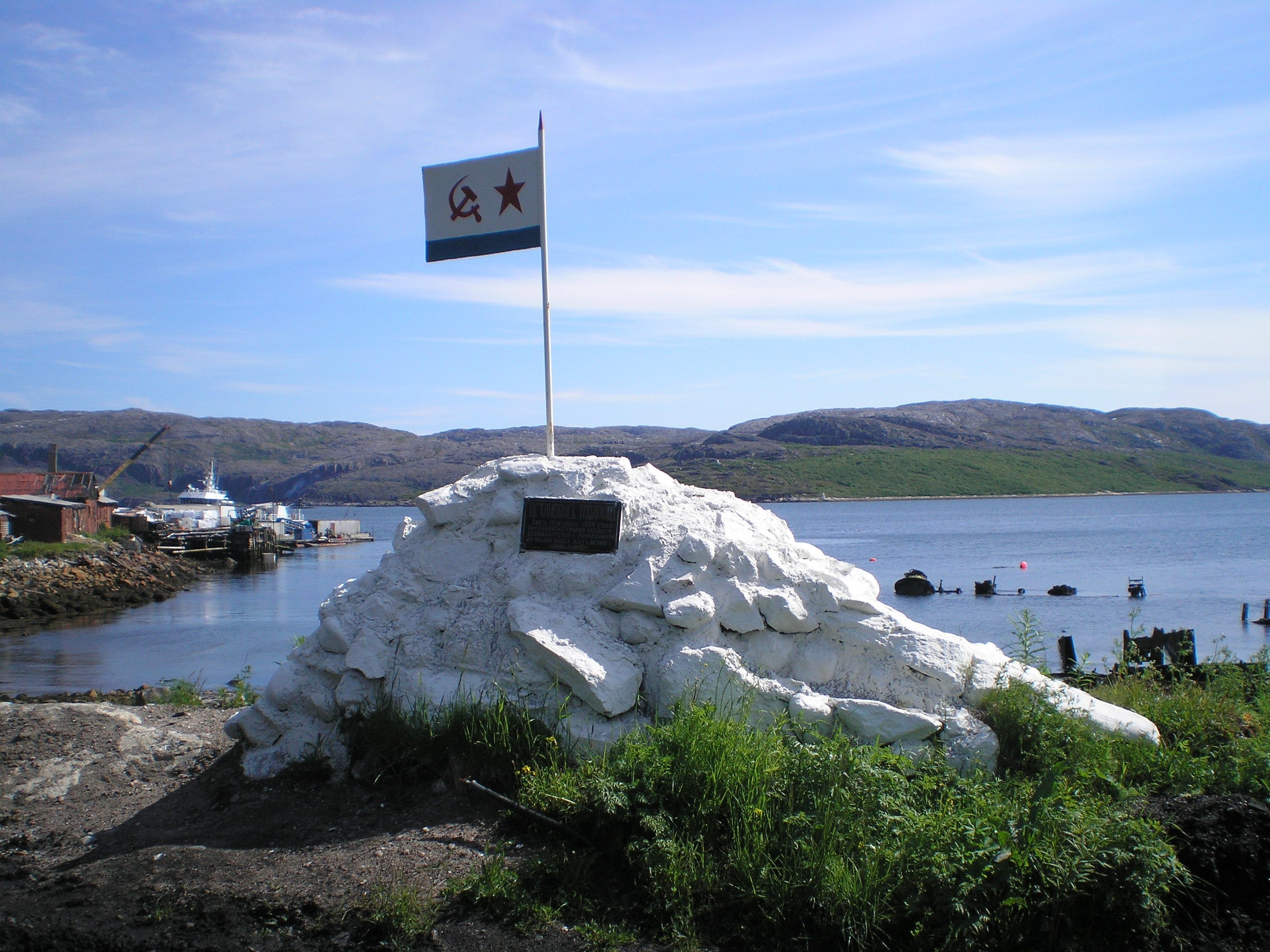
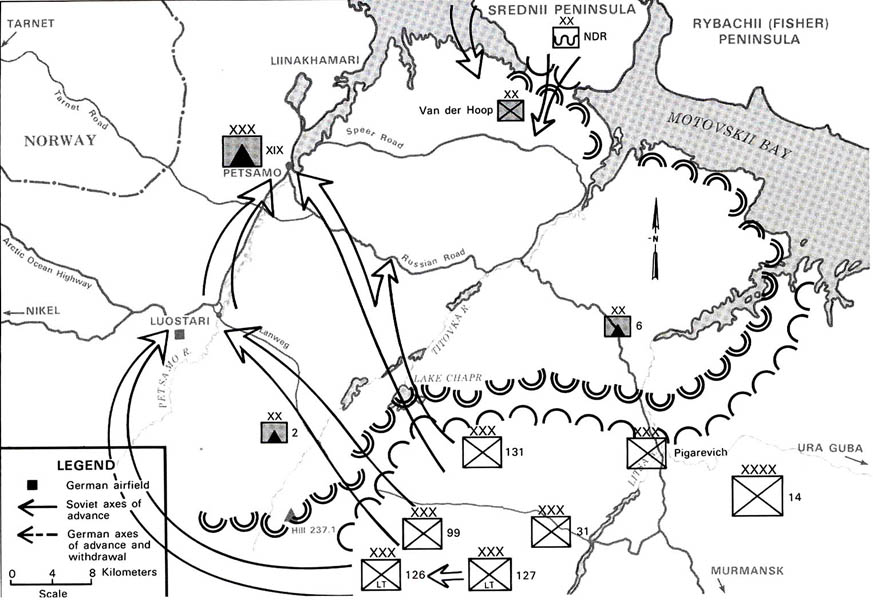